# Peter Meaden
Peter Alexander Edwin Meaden (11 november 1941 – Londen, 29 juli 1978) was in 1964 de uitgever en manager van de Engelse rockband "The High Numbers", die nu beter bekendstaat als "The Who" en een prominent figuur in de Engelse Modcultuur in de vroege jaren zestig.

## Biografie
Peter Meaden werd geboren in 1941, midden in de Tweede Wereldoorlog. Zijn ouders, Rosina en Stanley, hadden nog twee kinderen: Gerald en Sacha. In zijn tienerjaren werkte Peter Meaden in een restaurant, voordat hij zich ging bezighouden met de Modcultuur en een "Gezicht" werd in de modewereld. Meaden heeft een tijd lang opgetrokken met Bob Dylan en The Rolling Stones en is kamergenoot geweest van Mick Jagger. Hij werd vaak gezien bij "The Scene", een club in West End, in Londen.
Nadat hij manager werd van de jonge band The Who, wilde Meaden de band gebruiken om de Modcultuur een flinke boost te geven. Daarom veranderde hij de naam van de band in "The High Numbers" en schreef hun eerste en enige single, genaamd "I'm The Face" - het eerste authentieke modnummer, met op de achterkant het nummer "Zoot Suit". De nummers zijn door Meaden eigenlijk overgenomen van andere nummers, namelijk "Got Love if You Want it" van "Slim Harpo" en "Country Fool" van "The Showmen", 'vernieuwd' met songteksten in Mod dialect en verschillende andere aspecten over de Modcultuur. De single was een grote flop, mede doordat ook uitkwam dat de meeste exemplaren van de single gekocht waren door Meaden zelf om de band omhoog te krijgen in de peilingen. Hij verloor zijn controle over The Who en ging bij ze weg. Later in de jaren zeventig kreeg hij het klaar om "Jimmy James & The Vagabonds" en de "Steve Gibbons Band" te managen.
Na jaren van drugsgebruik en een zware zenuwinzinking, overleed Meaden op 36-jarige leeftijd in het huis van zijn ouders in Edmonton, Londen, aan de gevolgen van een overdosis barbituraten. Hij werd begraven op de begraafplaats in Southgate.